# Kapillarrohrmatte

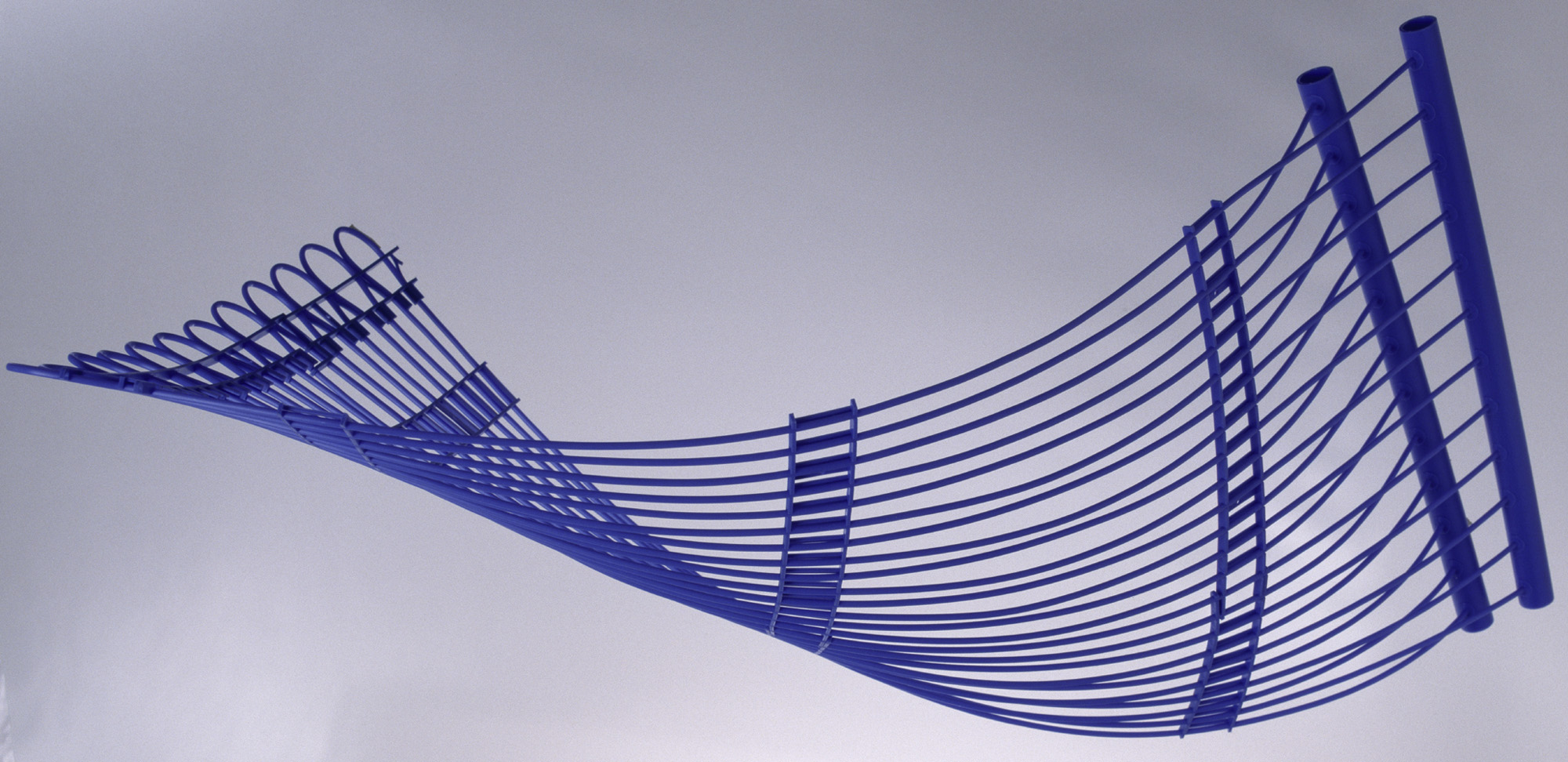
Kapillarrohrmatte

Eine Kapillarrohrmatte ist ein flächiger Verbund dünner Rohre (Kapillaren) mit einem Verteilerrohr und einem Sammlerrohr. Haupteinsatzgebiete sind Kühldecken und Fußbodenheizungen. 

## Technik

### Idee
Die Konstruktion der Kapillarrohrmatte hat als Vorbild die von der Natur geschaffenen Netzwerke aus feinen Adern, die unter der Haut (Oberfläche) von Lebewesen den Organismus nicht nur mit Nährstoffen versorgen, sondern auch zur Wärmeregulierung des Körpers dienen. Die Funktion der Wärmeregulierung hat die Inspiration gegeben, in die Umschließungsflächen von Räumen dicht unter der Oberfläche Kapillarrohrmatten zu verlegen, diese mit warmem oder kühlem Wasser durchströmen zu lassen und auf diese Weise die Räume zu temperieren. Da ähnlich den Adern unter der Haut des Körpers stets viele Kapillarrohre parallel durchströmt werden, ist der Wärmeaustausch mit der Umgebung sehr intensiv und gleichzeitig energetisch effektiv. Ein Raum, der unter Einsatz von Kapillarrohrmatten als Flächenwärmetauscher temperiert wird, benötigt für das Heizen oder Kühlen Vorlauftemperaturen, die nur wenige Grad entfernt von der gewünschten Raumtemperatur gewählt werden müssen. Zugleich ist durch die große Anzahl der parallel verlaufenden Kapillarrohre die Antriebsenergie zur Aufrechterhaltung der Strömung im Vergleich zu „Einrohr-Systemen“, die als Mäander verlegt sind (typische Verlegung von Fußbodenheizungsrohren), vergleichsweise gering. Durch den geringen Abstand der Kapillarrohre zur Oberfläche der Raumfläche reagiert das System sehr schnell. Die Temperatur des Heiz- oder Kühlmediums wird durch die große Anzahl der Kapillarrohre sehr gleichmäßig und schnell an die Umgebung abgegeben. Diese beiden Eigenschaften – sehr gute Wärmeübertragung und geringer Druckverlust – sind vorteilhaft im Sinne der Energieeinsparung. 
In weiter Fassung der Begriffe der Technik ist die Kapillarrohrmatte ein Flächenwärmetauscher und kann zur Übertragung von Wärme zwischen zwei Medien eingesetzt werden.

### Merkmale
Die typische Kapillarrohrmatte hat Kapillarrohre mit einem Außendurchmesser von weniger als 5 mm. Dadurch ist die Konstruktion sehr flexibel und unterstreicht damit die Eigenschaft der „Matte“. Die einzelnen Kapillarrohre sind im Register mit einem Abstand zueinander von 10 bis maximal 50 mm angeordnet. 
Kapillarrohrmatten werden meistens aus Kunststoff hergestellt. Üblich ist die Herstellung aus Polypropylen, das im Bauwesen häufig für Rohrleitungen und in der Lüftungs- und Klimatechnik eingesetzt wird. Dieses Material und die kleinen Dimensionen begründen die Flexibilität des Registers und dadurch die Eigenschaft der Matte. Die Verwendung von Kunststoff in der Fertigung von Kapillarrohrmatten, statt Kupfer oder Stahl wie in anderen Kühldeckenrohren, wirkt sich stark kostenreduzierend aus. Da die Kapillarrohre sehr dünnwandig sind, wirkt sich die schlechtere Wärmeleitfähigkeit des Kunststoffes gegenüber von Metallen dennoch nicht nachteilig in der Wärmeübertragung aus. Polypropylen ist sehr resistent gegenüber vielen Chemikalien (DIN 8078) und damit sehr langlebig. Polypropylen ist sehr gut zu recyceln. Polypropylen ist sauerstoffdiffusionsoffen. Diese Eigenschaft erfordert, dass die Kapillarrohrmatten stets nur in korrosionsgeschützten Rohrsystemen betrieben werden. Diese Maßnahme gewährleistet die sichere Funktion der Anlagen und ist ausreichender Schutz vor Korrosionsschäden (Korrosion und Korrosionsschutz). 
Die Herstellung der Kapillarrohrmatten erfolgt in Standardverfahren der Kunststoffverarbeitung mittels Extrudieren, thermischem Kunststoffschweißen und Spritzgießen.

## Geschichte
Die Erfindung der Kapillarrohrmatte geht auf das Jahr 1981 zurück, als der Berliner Dipl.-Ing. Donald Herbst sein erstes Patent (DE 31 24 048, Anmeldetag 15.06.1981, „Rohrleitungsgeflecht für Warmwasser-Flächenheizung von Fußböden oder Wänden“) zu dieser Technik angemeldet hat. Es folgten aus seiner langjährigen Tätigkeit im Dienst der Kapillarrohrmattentechnik eine Vielzahl sich ergänzender Erfindungen/Patente, wodurch die Herstellungsverfahren und die Anwendungen der Kapillarrohrmatten ständig weiterentwickelt wurden. In den Anfangsjahren wurden die Kapillarrohrmatten unter der Marke „KaRo“ in den Markt gebracht.
Anlässlich der Internationalen Bauausstellung 1984 in Berlin gewann der Entwurf der Architekten von Gerkan, Marg und Partner für ein Energiesparhaus. Hier wurden erstmals Kapillarrohrmatten in einer komplexen Anlage in einem 1.200 m² großen Wohngebäude eingesetzt. 
Umfangreiche wissenschaftliche Arbeiten von Prof. Dr. Mathias Fraaß (seit 1991) und später von Prof. Dr. Bernd Glück (seit 1994) schufen die notwendigen Grundlagen zur Theorie in den Anwendungen der Kapillarrohrmatten. 
Heute werden Kapillarrohrmatten weltweit verbaut. Die Jahresproduktionsmenge wird mit mehr als 400.000 m² geschätzt (2010).

## Bedeutung und Anwendung
Kapillarrohrmatten werden überwiegend in Kühldecken eingesetzt. Jede Bauform einer Kühldecke kann durch Kapillarrohrmatten aktiviert werden. Neben den Putzkühldecken mit Kapillarrohrmatten, die weniger als 15 mm Putzschicht benötigen, werden die Kapillarrohrmatten auch in Metallkassettendecken und in abgehängte Gipskartondecken eingebracht. Die übertragenen Heiz- und Kühlleistungen liegen bei den unterschiedlichen Ausführungen jeweils bei einer Temperaturdifferenz von 10 K zwischen der mittleren Medientemperatur und der Raumtemperatur zwischen 65 und 90 W/m². Frei im Raum hängende Kapillarrohrmatten erreichen Kühlleistungen von weit mehr als 100 W/m².

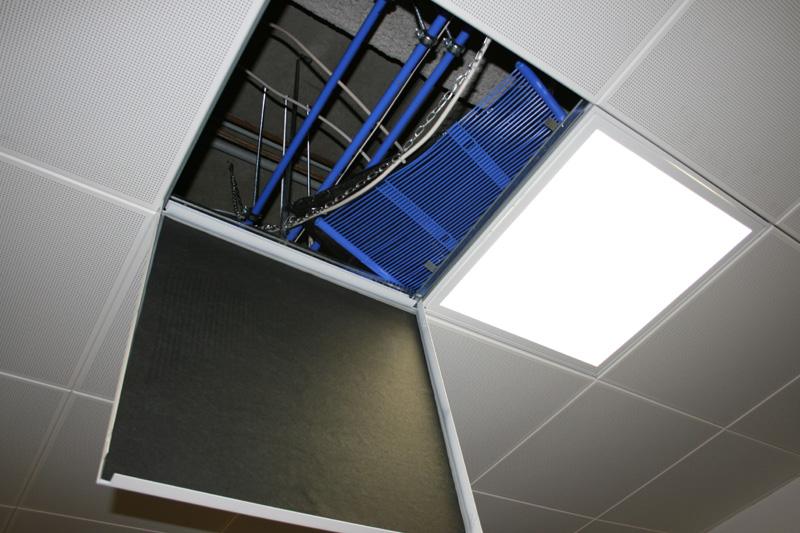
Metallkassettendecke mit Kapillarrohrmatten als Kühldecke
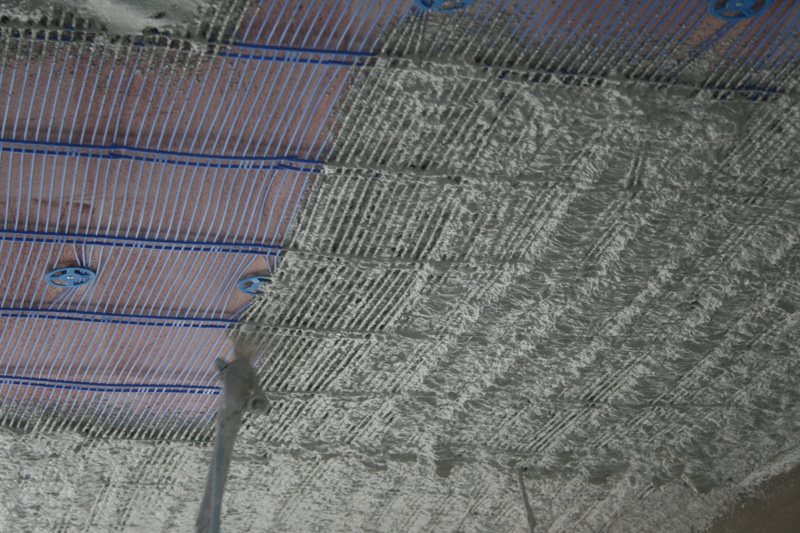
Putzkühldecke mit Kapillarrohrmatten
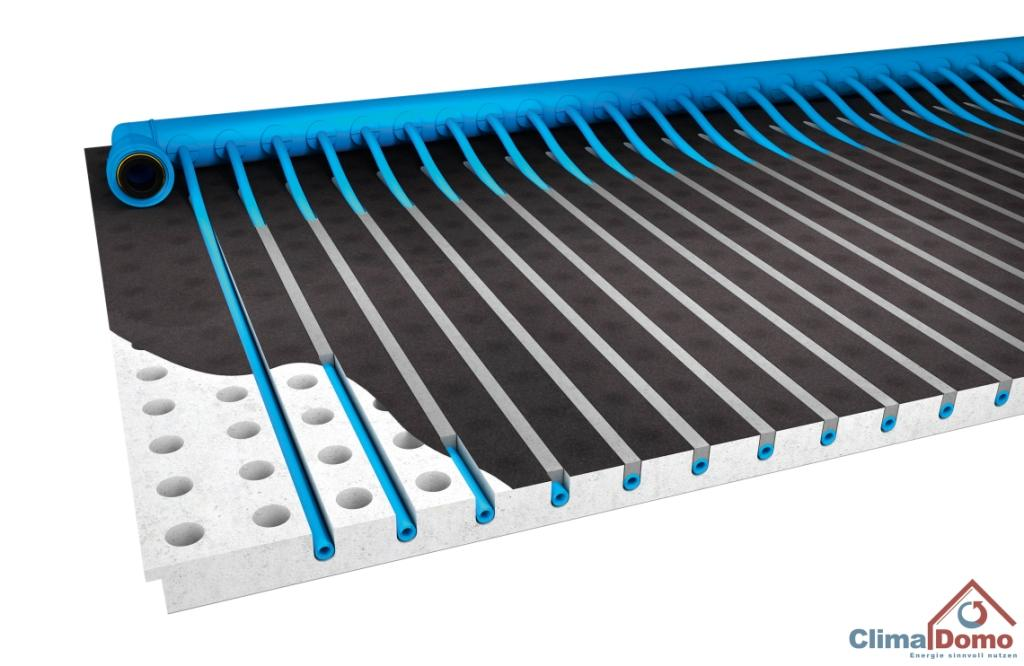
Geschlitzte Gipsplatten als Trägerplatte für Kapillarrohrmatten. Zum Heizen und Kühlen geeignet.

Auch in der thermischen Bauteilaktivierung BTA werden Kapillarrohrmatten eingesetzt. Anders als bei der herkömmlichen Betonkernaktivierung BKT liegen in der thermischen Bauteilaktivierung die Kapillarrohre etwa 5 mm dicht unter der Deckenoberfläche. Diese Anordnung sichert eine schnelle Reaktion und eine hohe Übertragungsleistung bis 90 W/m² (bei 10 K Temperaturdifferenz s. o.) und nutzt zudem auch die Betonmasse als thermischen Speicher.
Mit Kapillarrohrmatten können sehr dünnaufbauende Heizflächen als Fußbodenheizung oder Wandheizung gebaut werden. Eine Schichtstärke von weniger als 15 mm ist möglich.
Kapillarrohrmatten werden auch als Kompaktkollektoren zur Nutzung der Erdwärme in Wärmepumpenanlagen verwendet. Die Entzugsfläche kann durch den Einsatz der Kapillarrohrmatten verkleinert werden. 
In der verarbeitenden und herstellenden Industrie werden Kapillarrohrmatten bereits zur Temperierung unter anderem von Säurebädern verwendet.

### Großprojekte
- Olympic Village Vancouver, Kanada[1]
- Twin Towers Wien, Österreich
- Uniqa Tower Wien, Österreich[2]
- Allianz Treptower Berlin, Deutschland
- Hôpital de Lagny, Marne la Vallée, Frankreich
- Jin Mao Palace, Beijing, China

## Leistungsermittlung
Da die Kapillarrohrmatten vielfältig einsetzbar sind, machen sich auch unterschiedliche Verfahren zur Leistungsbestimmung erforderlich. So gilt z. B. für Kühldecken die DIN EN 14240 (Messung in einem Prüfraum). Für viele Einsatzgebiete von Kapillarrohrmatten existieren aber keine Prüfnormen, so beispielsweise für Erdwärmekollektoren, Kühlschächte, Speicher mit PCM-Anteilen usw. Hierfür haben Simulationsverfahren große Bedeutung erlangt. Diese sind auch bei der Komponentenentwicklung wirtschaftlich optimal nutzbar, da durch vorherige Trendberechnungen bezüglich der zu erwartenden Leistungen der Entwicklungsaufwand mitunter stark verkürzt werden kann.
Zahlreiche Simulationsmodelle sind kostenlos herunterladbar
.
Weitere allgemeine Untersuchungen sind ebenfalls kostenlos verfügbar
.